# Aspidogyne boliviensis
Aspidogyne boliviensis är en orkidéart som först beskrevs av Célestin Alfred Cogniaux, och fick sitt nu gällande namn av Leslie Andrew Garay. Aspidogyne boliviensis ingår i släktet Aspidogyne och familjen orkidéer. Inga underarter finns listade i Catalogue of Life.